# Partito Comunista Rumeno
Il Partito Comunista Rumeno (in romeno Partidul Comunist Român, PCR), è stato un partito politico di orientamento marxista-leninista e antirevisionista, fu il partito unico della Repubblica Socialista di Romania dal 1947 al 1989.
Il PCR assunse la sua denominazione definitiva a partire dal 1965, mentre inizialmente si chiamava Partito Rumeno dei Lavoratori (in sigla rumena PRM) e governò la Repubblica Socialista di Romania fino al 1989, quando il suo segretario generale Nicolae Ceaușescu fu deposto e condannato a morte sommariamente nel corso della rivoluzione rumena.

## Storia
Il Partito Comunista Romeno venne fondato l'8 maggio 1921 a seguito di una scissione all'interno del Partito Social Democratico Romeno e il primo segretario fu Gheorghe Cristescu. Tra i fondatori sono presenti diversi intellettuali dell'epoca tra cui Lucrețiu Pătrășcanu e lo storico Petre Constantinescu-Iași. Partecipò al III Congresso dell'Internazionale Comunista organizzato nel giugno dello stesso anno e nel 1924 fu promulgata la "legge Mârzescu" che ne dichiarò l'illegalità a seguito dei tumulti contadini conosciuti come Răscoala de la Tatarbunar.
Fino alla seconda guerra mondiale la sua importanza nella scena politica rumena restò marginale. Dopo l'occupazione sovietica della Romania, al termine del conflitto, il numero degli iscritti al partito aumentò rapidamente, ed il PCR vinse le elezioni del 1946, elezioni tuttavia truccate da brogli sovietici, lasciando quasi senza rappresentanza tutti gli altri partiti politici.
Nel 1947 Petru Groza, all'epoca capo di un governo che comprendeva comunisti e socialdemocratici, costrinse il Re Michele I di Romania ad abdicare e proclamò la Repubblica Popolare Rumena. Il 23 febbraio 1948 il PCR si fuse con il Partito Social Democratico Romeno cambiando nome in "Partito dei Lavoratori Rumeno" (in rumeno Partidul Muncitoresc Român). Petru Groza restò Primo ministro fino al 1952, anno in cui la carica passò a Gheorghe Gheorghiu-Dej, capo del partito e della Romania fino al 1965.
Nel 1965 venne eletto segretario generale e presidente del partito Nicolae Ceaușescu che, nel medesimo anno, lo riportò all'originaria denominazione di Partito Comunista Rumeno.

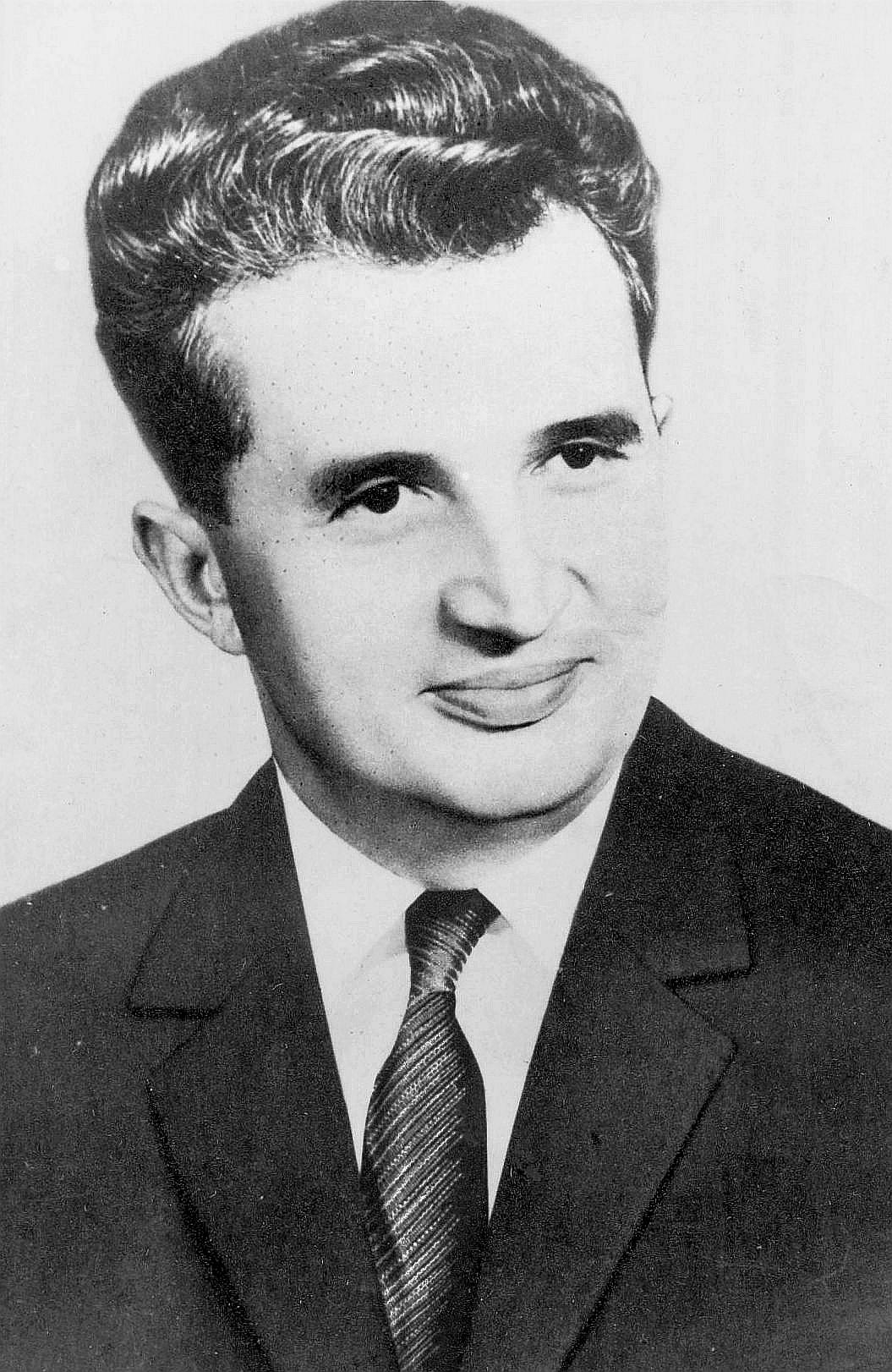
Nicolae Ceaușescu.

Nella seconda metà degli anni 1960 e anni 1970 il PCR prese gradualmente le distanze dall'Unione Sovietica, a volte creando tensioni, ma senza mai entrarne apertamente in conflitto. Negli anni a seguire, il PCR divenne uno strumento personale del dittatore Ceaușescu per il controllo del paese.
Nel novembre 1989 a Bucarest si tenne il XIV ed ultimo congresso del partito, dove Nicolae Ceaușescu venne rieletto all'unanimità segretario generale e presidente. Il partito cessò di esistere in seguito alla rivoluzione romena del 1989, scoppiata il mese successivo.
Alcuni ex membri del PCR hanno ricoperto alti ruoli politici in Romania: Ion Iliescu (presidente della Romania dal 1989 al 1996 e dal 2000 al 2004), come molti altri membri del suo partito, è stato membro del Partito Comunista Rumeno.

## Stemma

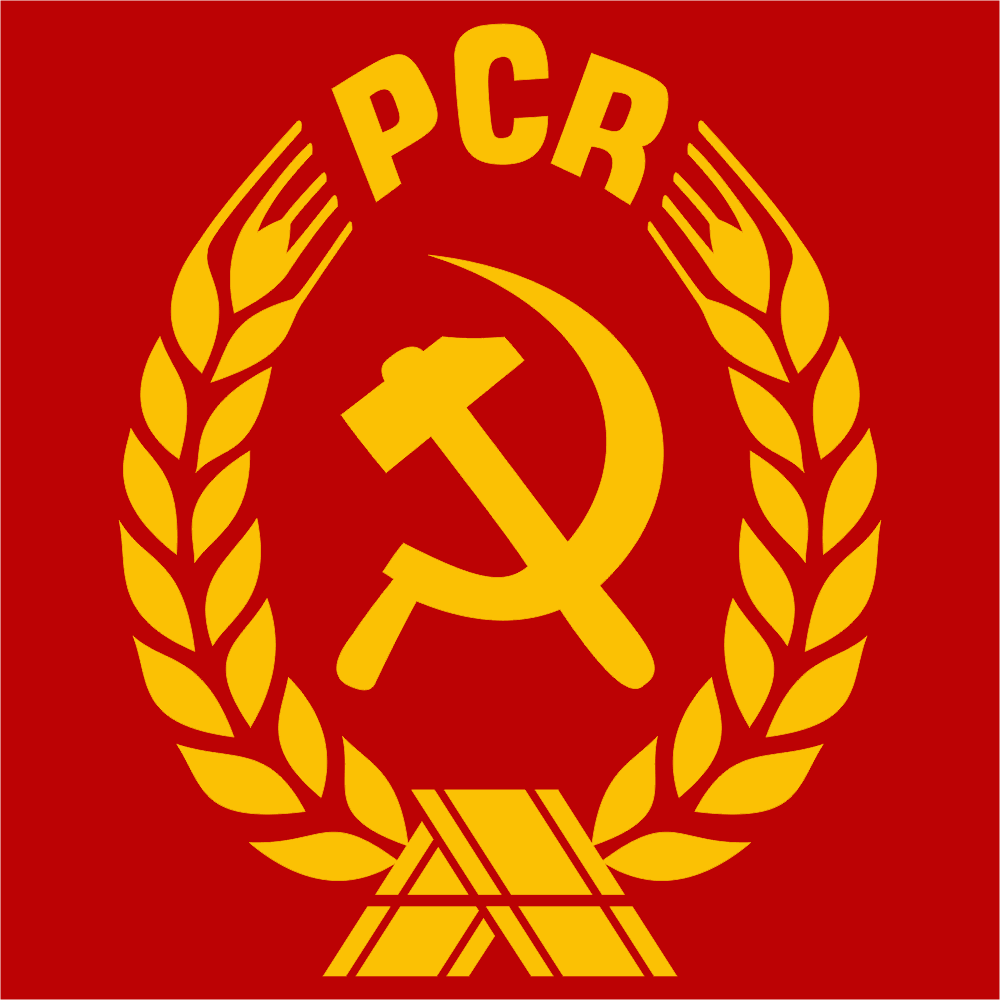
Lo stemma del Partito Comunista Romeno

Lo stemma del Partito Comunista Romeno fu di ispirazione sovietica, con un elemento essenziale, la "falce e il martello", che simboleggiava il "gemellaggio" e l'"unione indissolubile" dei "contadini e proletariato." La corona di grano è leggermente ellittica, in alto e contiene l'acronimo PCR. I colori sono rosso, sullo sfondo, e il colore giallo con i simboli araldici e gli acronimi.

## Segretari generali
Secondo la rivista Memoria, nell'articolo Comunismul românesc de la începuturi până la moartea lui Gh. Gheorghiu-Dej (Comunismo rumeno dagli inizi alla morte di Gh. Gheorghiu-Dej) di Eugen Denize i seguenti segretari erano stranieri: Elek Köblős, ungherese, 1924-1928; Vitali Holostenko, ucraino, 1928-1931; Alexandru Ștefanski (Gorn), polacco, 1931-1934; Eugen Iacobovici, ebreo, 1934-1936; Boris Ștefanov, bulgaro, 1936-1940; Miklós Goldberger, ungherese, nel 1940; Ștefan Foriș (István Fóris), ungherese, 1940-1944
| Nome                   | Dal  | Al   |
| ---------------------- | ---- | ---- |
| Gheorghe Cristescu     | 1921 | 1924 |
| Elek Köblős            | 1924 | 1927 |
| Vitali Holostenco      | 1927 | 1931 |
| Alexander Ștefanski    | 1931 | 1936 |
| Boris Ștefanov         | 1936 | 1940 |
| Ștefan Foriș           | 1940 | 1944 |
| Gheorghe Gheorghiu-Dej | 1944 | 1954 |
| Gheorghe Apostol       | 1954 | 1955 |
| Gheorghe Gheorghiu-Dej | 1955 | 1965 |
| Nicolae Ceaușescu      | 1965 | 1989 |